# 義大利女生借住我家
《義大利女生借住我家》是日本漫畫家Hamita（ハミタ）的網路漫畫，自2020年6月14日至2021年12月14日在Twitter連載。書籍化後，單行本自2020年12月至2022年1月由KADOKAWA共出版3冊。繁體中文版由台灣角川代理，自2022年3月以直條式漫畫的形式在BOOK☆WALKER陸續發售。

## 概要
插畫家雄二被母親所託，突然要與義大利女生芙蘭翠絲卡同住在一起。小時候就見過面的兩人再度相遇，似乎擦出了不一樣的火花。

## 登場人物
雄二
本作男主角，23歲插畫家。6歲時曾和3歲的芙蘭翠絲卡見過面，但自己已經不記得了。
芙蘭翠絲卡／小芙
本作女主角，20歲大學生，義大利人。長髮，髮色因為白化症而呈銀白色。高中畢業後的兩年都在幫忙父親的工作，20歲才來到東京讀大學。
小萱
小芙的朋友，18歲大學生。和芙蘭翠絲卡是大學系上的同學。
阿雷席歐
小芙的父親，翻譯家，義大利人。

## 出版書籍

### 漫畫

#### 單行本
| 冊數 | KADOKAWA       | KADOKAWA               |
| 冊數 | 發售日期       | ISBN                   |
| ---- | -------------- | ---------------------- |
| 1    | 2020年12月23日 | ISBN 978-4-04-736454-7 |
| 2    | 2021年4月23日  | ISBN 978-4-04-680398-6 |
| 3    | 2022年1月21日  | ISBN 978-4-04-680917-9 |

#### 直條式漫畫
| 冊數 | 台灣角川  | 台灣角川               |
| 冊數 | 出版日期  | ISBN                   |
| ---- | --------- | ---------------------- |
| 全   | 2022年2月 | ISBN 978-626-321-376-0 |

## 外部連結
- 作者Hamita的X（前Twitter）